# Affaire des 105

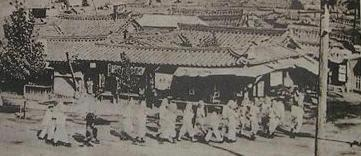
L'arrestation

L'affaire des 105  (105인 사건, Baego-in sageon, 百五人事件) ou l'affaire du complot chrétien  désigne l'arrestation de centaines de Coréens, pour la plupart chrétiens, par le gouvernement japonais à la suite de multiples tentatives d'assassinats du gouverneur-général de Corée Terauchi Masatake au début de la domination japonaise. 105 d'entre eux sont condamnés aux travaux forcés en 1912.

## Déroulement
Cette affaire prend son origine à Sonchon, une ville côtière du Pyongan du Nord. Le 28 décembre 1910, le missionnaire américain George Mc Cune a une entrevue avec Terauchi. D'après les Japonais, ce dernier est alors victime d'une tentative d'assassinat. Cette accusation mène à l'arrestation de plus de 700 Coréens à partir d'octobre 1911. Tout comme les chrétiens, les membres et les dirigeants  du Sinminhoe (l'association du nouveau peuple, un mouvement de modernisation de la société et de lutte pour l'indépendance) sont particulièrement visés et ce mouvement est alors dissout. En particulier, Kim Ku, Cha Yi-seok et Yang Jeon-baek sont emprisonnés. Le procès des 123 accusés se déroule le 28 juin 1912, il est considéré comme une parodie de justice : il n'y a pas de preuves, les aveux ont été obtenus sous la torture et les accusés n'ont pas le droit de se défendre. 105 personnes se révèlent avoir été coupables de trahison et sont condamnées aux travaux forcés. Yang Jeon-baek est condamné à deux ans d'emprisonnement.
Les occidentaux, traditionnellement favorables aux Japonais qui leur avaient ouvert ce pays, ont d'abord montré de la compréhension envers cette répression, jugée nécessaire dans une période de changement. Cependant, les missionnaires finirent par s'estimer victimes d'une persécution et cette affaire contribua dès lors à leur prise de distance envers l'administration japonaise et à donner une forte image de nationaliste aux protestants. Les plaintes des  Américains et des Britanniques n'ont que peu d'effet. Cependant, en février 1915, les derniers condamnés sont amnistiés et relâchés. Cha Yi-seok est libéré dès le 20 mars 1913.

## Sources principales
- Brother Anthony of Taizé, « The Early Years of the RASKB : 1900 – 1920 » Transactions of the Royal Asiatic Society Korea  Branch, vol. 85, 2010, 131-150.
- Afikumi Nagata, « American Missionaries in Korea and U.S.-Japan Relations 1910–1920 », The Japanese Journal of American Studies, no 16, 2005, 159.

## Source de la traduction
- (en) Cet article est partiellement ou en totalité issu de l’article de Wikipédia en anglais intitulé « 105-Man Incident » (voir la liste des auteurs).